# Såkåive
Såkåive är ett naturreservat i Jokkmokks kommun i Norrbottens län.
Området är naturskyddat sedan 2016 och är 2,1 kvadratkilometer stort. Reservatet omfattar skog på nedre delen av södra sluttningarna av Västra och Östra Såkåive och våtmarker nedanför.  Reservatet består av brandskadade tallar, granar och även lövträd i barrblandskogar med mer tall högre upp och mer gran längre ner. 